# Corona de Castilla
La Corona de Castilla (en latín: Corona Castellae), como entidad histórica, se suele considerar que comienza con la última y definitiva unión de los reinos de Castilla y de León, con sus respectivos territorios, en 1230, o bien con la unión de las Cortes, unas décadas después. En este año de 1230, Fernando III «el Santo», rey de Castilla desde 1217 (incluyendo el reino de Toledo) e hijo de Alfonso IX de León y su segunda mujer, Berenguela de Castilla, se convirtió en rey de León (cuyo reino incluía el de Galicia) tras la renuncia de Teresa de Portugal, la primera mujer de Alfonso IX, a los derechos de sus hijas, las infantas Sancha y Dulce, al trono de León en la Concordia de Benavente.

## Historia

### El reino de León y la unión de los reinos de Castilla y de León

Animación que muestra la evolución geográfica de la Corona de Castilla a lo largo de los siglos.

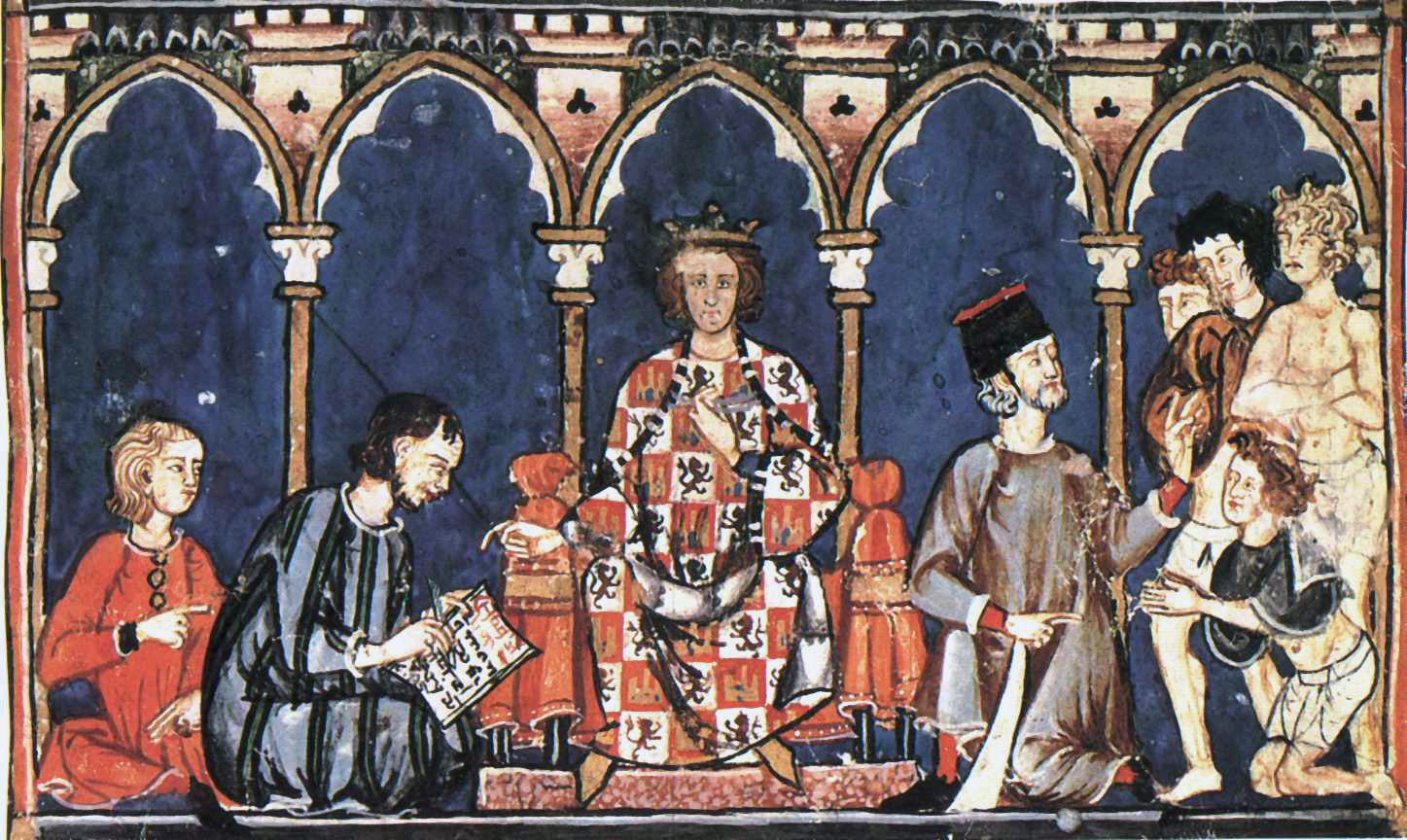
Alfonso X el Sabio.

El reino de León surgió a partir del reino de Asturias, que ocupaba también la Asturias de Santillana tras el pacto entre Pedro, duque de Cantabria, y don Pelayo de Asturias, que sellaron con el casamiento de sus hijos. Castilla fue en principio un condado dentro del reino de León. En la segunda mitad del siglo X, durante las guerras civiles leonesas, se comportó con cada vez mayor independencia, para caer finalmente en la órbita navarra en el reinado de Sancho III el Grande, que aseguraría el condado para su hijo Fernando Sánchez a través de su esposa Muniadona, tras el asesinato del conde García Sánchez en 1028.
En 1037, Fernando I se rebeló contra el rey de León, Bermudo III, que murió en la batalla de Tamarón, convirtiéndose en rey de León a través de su matrimonio con la hermana de Bermudo, Sancha de León. El condado castellano se convirtió así en parte del patrimonio regio.
Desde el comienzo de la Reconquista la frontera del Ebro había sido disputada entre musulmanes, leoneses, navarros y aragoneses. El Reino de Nájera y la Diócesis de Calahorra fue incorporado finalmente a la Corona de Castilla en 1176 después de pasar de mano en mano desde el 923, destacando su importancia en el Camino de Santiago impulsado por santo Domingo de la Calzada y por san Millán de la Cogolla.
A la muerte de Fernando, dividió sus estados entre sus hijos. Su favorito, Alfonso, recibió el reino de León y la primacía que este título le otorgaba sobre sus hermanos. A Sancho le correspondió el estado patrimonial de su padre, el condado de Castilla, elevado a categoría de reino, y el menor, García, recibió Galicia. La división duró poco: entre 1071 y 1072 Sancho derrocó a sus hermanos y se anexionó sus estados, pero murió asesinado este último año, con lo que su hermano Alfonso VI logró reunificar de nuevo la herencia de Fernando I, que permaneció indivisa hasta 1157. Este año falleció el emperador Alfonso VII, legando León a Fernando II y Castilla a Sancho III. Sancho fue sucedido por Alfonso VIII de Castilla, y Fernando II fue por Alfonso IX, de cuyo matrimonio con Berenguela de Castilla, hija de Alfonso VIII engendró a Fernando, el futuro Rey Santo.
Al morir el hijo y sucesor de Alfonso de Castilla, Enrique I, en 1217, Fernando III heredó de su madre el Reino de Castilla y accedió en 1230, tras la muerte de su padre y renuncia de las infantas Sancha y Dulce, al de León. Asimismo, aprovechó la debilidad del reino almohade para avanzar enormemente la Reconquista, tomando el valle del Guadalquivir mientras que su hijo Alfonso conquistaba el Reino de Murcia.
Los reyes de la Corona de Castilla poseían los títulos de Rey de Castilla, León, Navarra, Granada, Toledo, Galicia, Murcia, Jaén, Córdoba, Sevilla, los Algarves, Algeciras y Gibraltar y de las islas de Canaria y de las Indias e islas y Tierra Firme del mar Océano y Señor de Vizcaya y Molina. Su heredero portaba el título de Príncipe de Asturias.

#### Unificación de las Cortes

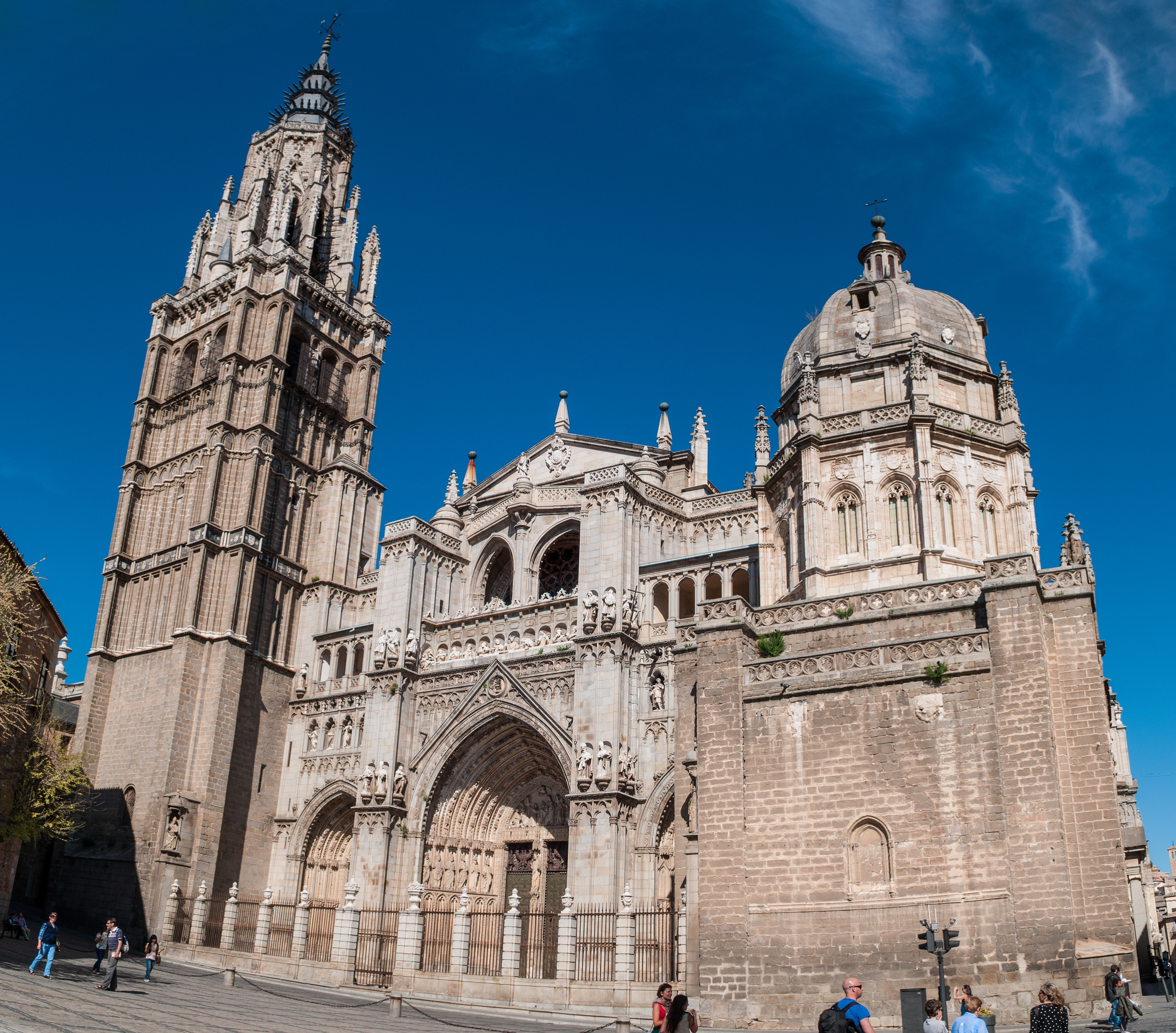
Catedral de Toledo, empezada a construirse durante el reinado de Fernando III el Santo

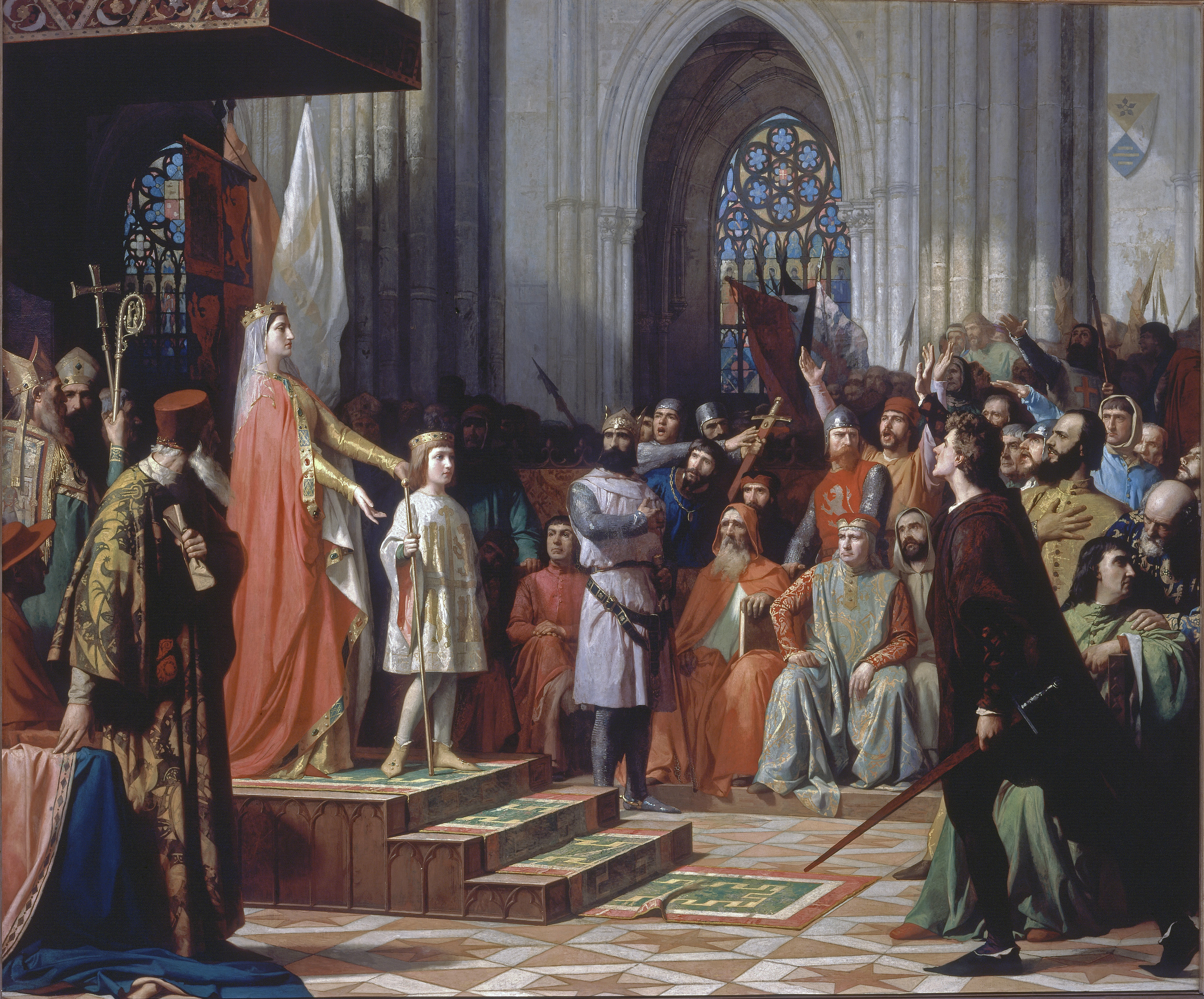
María de Molina presenta a su hijo Fernando IV en las Cortes de Valladolid de 1295. Óleo sobre lienzo de Antonio Gisbert Pérez. 1863. Congreso de los Diputados.

Al compartir un mismo rey, la Corona de León (reinos de León -que ya incluía lo que había sido la taifa de Badajoz-, Galicia y Asturias) no se integró en la Corona de Castilla, sino que mantuvo sus instituciones propias hasta el final del Antiguo Régimen. Al principio, las cortes de las dos Coronas se reunían de forma separada, cada una en su territorio y con las actas en diferentes lenguas (castellano y leonés y gallego). No obstante, después de Fernando III (hijo de Alfonso IX de León), la reunión conjunta de las cortes terminó siendo permanente. Las Cortes se articulaban en tres brazos que correspondían respectivamente a los estamentos noble, eclesiástico y ciudadano y aunque el número de ciudades representadas en Cortes fue variando a lo largo del tiempo, fue el rey Juan I el que fijó de una manera definitiva las ciudades concretas que tendrían derecho a enviar procuradores a Cortes: Burgos, Palencia, Toledo, León, Sevilla, Córdoba, Murcia, Jaén, Zamora, Segovia, Ávila, Salamanca, Cuenca, Toro, Valladolid, Soria, Madrid, Guadalajara y Granada (a partir de 1492).
Con Alfonso X, la mayoría de las reuniones de Cortes son conjuntas para todos los reinos. Las Cortes de 1258 en Valladolid son De Castiella e de Estremadura e de tierra de León y las de Sevilla en 1261 De Castiella e de León e de todos los otros nuestros Regnos. Posteriormente se realizarían algunas Cortes separadas, como por ejemplo en 1301 (Burgos para Castilla, Zamora para León), pero los representantes de ciudades castellanas piden que se vuelva a la unificación:
Los representantes castellanos solicitan: Pues yo agora estas cortes fazía aquí en Castiella apartada miente de los de Estremadura de tierra de León, que daquí adelante que non fiziese nin lo tomase por huso

Por su parte los leoneses pedían que las cortes de celebraran en territorio leonés: que quando oviere de facer Cortes que las faga con todos los omnes de la mi tierra en uno en tierras leonesas.
Aunque en un principio los reinos singulares y las ciudades conservaron sus derechos particulares (entre los cuales se hallaban el Fuero Viejo de Castilla o los diferentes fueros municipales de los concejos de Castilla, León, Extremadura y Andalucía), pronto se fue articulando un derecho territorial castellano y leonés en torno a las Partidas (h. 1265), el Ordenamiento de Alcalá (1348) y las Leyes de Toro (1505) que continuó vigente hasta 1889, año en que se promulga el Código Civil español.

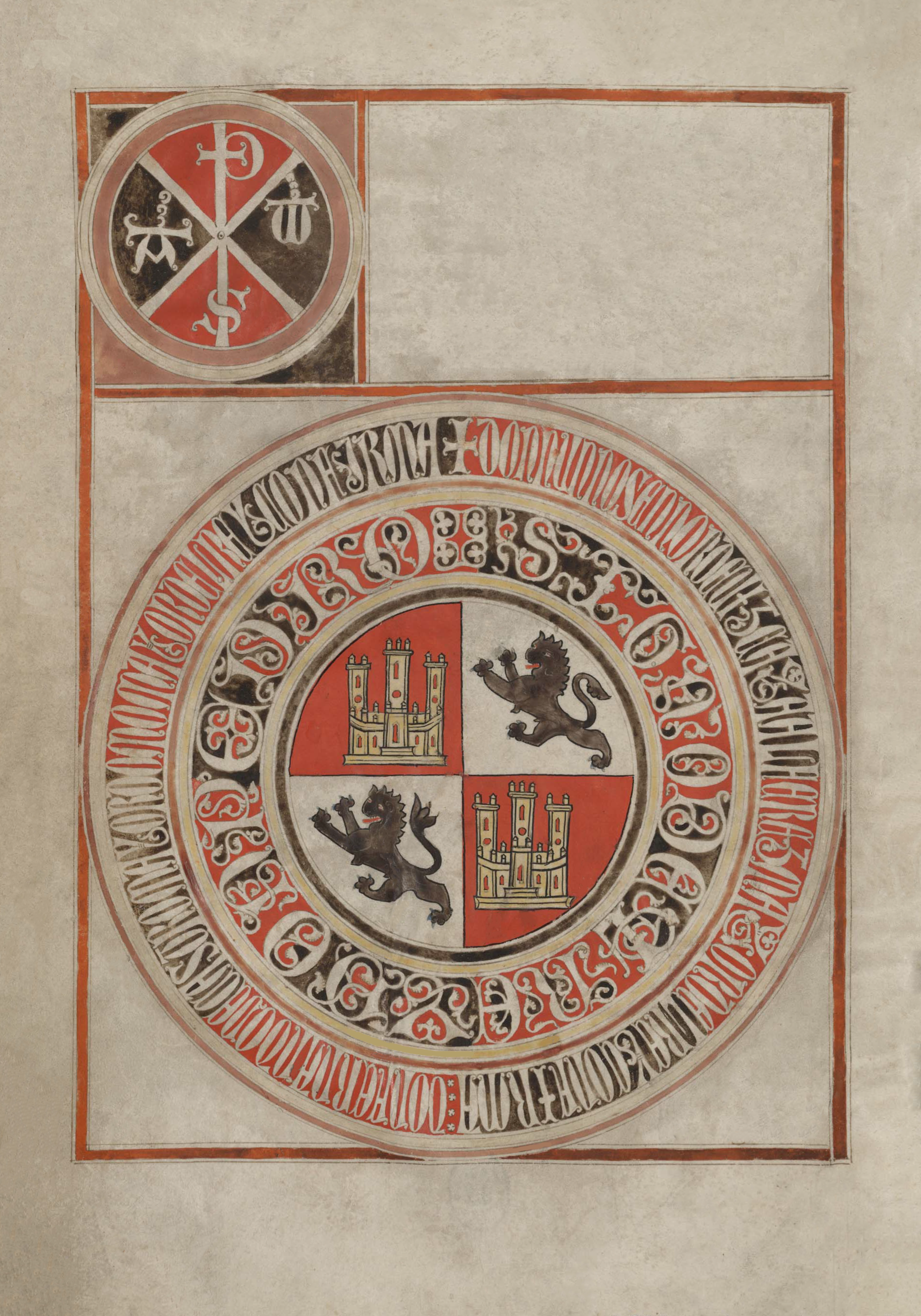
Sellos publicados en el Ordenamiento de Alcalá.

#### El patronazgo y el pago del Voto
La justificación providencialista de los orígenes de cada reino y su primacía eran una cuestión importantísima (no solo en la Edad Media, sino durante todo el Antiguo Régimen), y se suscitaron debates en cuanto a la entidad sobrenatural que debía ejercer el patronazgo y en qué territorio en concreto, con consecuencias incluso fiscales. El origen se remontaba a batallas mitificadas de los siglos VIII al X, de las que las crónicas recogían intervenciones milagrosas: la batalla de Covadonga, la batalla de Clavijo o la batalla de Simancas.

#### La lengua castellana y las universidades

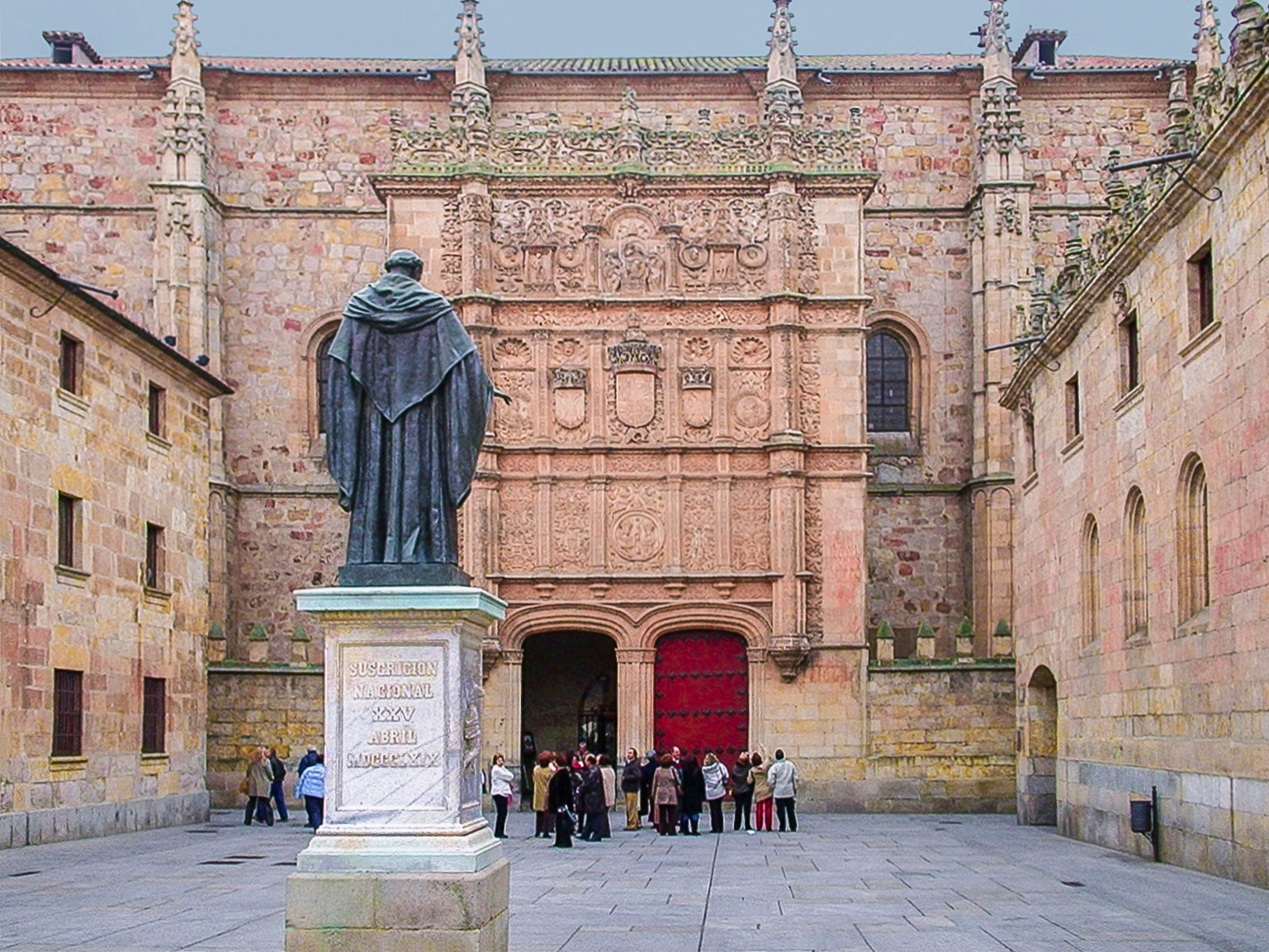
Universidad de Salamanca.

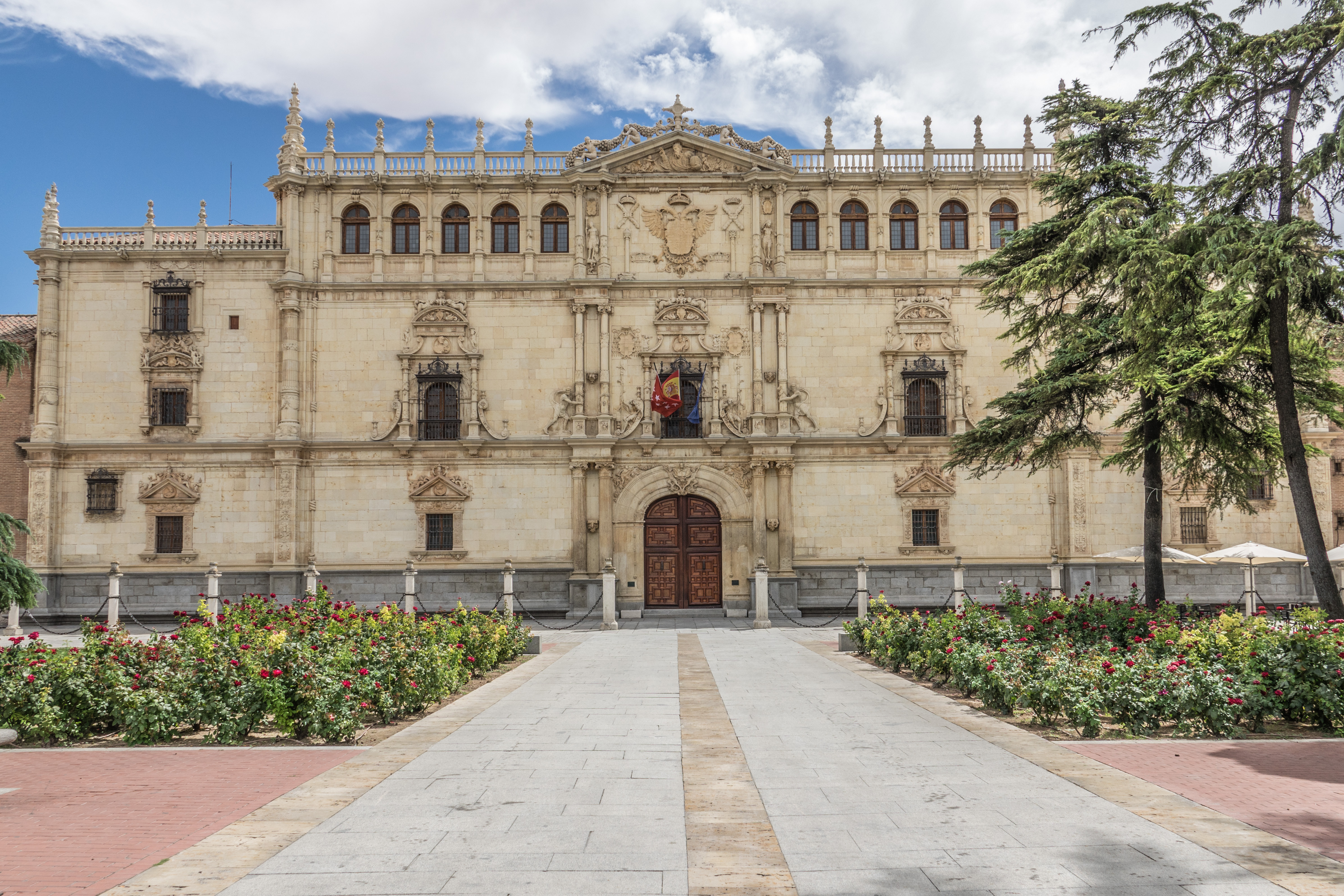
Universidad de Alcalá.

En el siglo XIII existían en los reinos de León y Castilla numerosas lenguas como el castellano, el astur-leonés, el euskera o el gallego. Pero en este siglo el castellano comienza a ganar terreno como instrumento vehicular y cultural (por ejemplo el Cantar de Mío Cid).
En los últimos años de Fernando III, el castellano se comienza a utilizar para ciertos documentos. Pero la lengua castellana alcanza el título de oficial con Alfonso X. A partir de entonces todos los documentos públicos se redactarán en castellano; asimismo las traducciones en vez de verterse al latín se realizarán a dicha lengua:

Mandólo trasladar del arábigo en lenguaje castellano porque los homnes lo entendiesen mejor et se supiesen del más aprovechar.

Hay quien considera que la sustitución del latín por el castellano se debe a la fuerza de la nueva lengua, mientras que otros consideran que se debió a la influencia de intelectuales hebreos, hostiles al latín por ser la lengua de la iglesia cristiana.[¿quién?] Otras fuentes indican que los textos árabes de tierras de Al-Ándalus recién reconquistadas fueron traducidos al castellano y no al latín (por la mayor simplicidad lingüística del castellano).[¿quién?]
También en el siglo XIII comenzarán a fundarse gran cantidad de universidades en los territorios que formarían la Corona de Castilla, algunas, como las de Palencia, Salamanca o Valladolid, Complutense de Alcalá serán de las primeras universidades europeas. En 1492 con los Reyes Católicos se publicará de la primera edición de la Gramática sobre la Lengua Castellana, de Antonio de Nebrija.
A Alfonso X le sucedería su hijo Sancho IV en 1284 y a este, su hijo Fernando IV en 1295, que durante su minoría de edad, regentaría el Reino su madre la reina María de Molina.

### Siglos -: reinado de los Trastámara

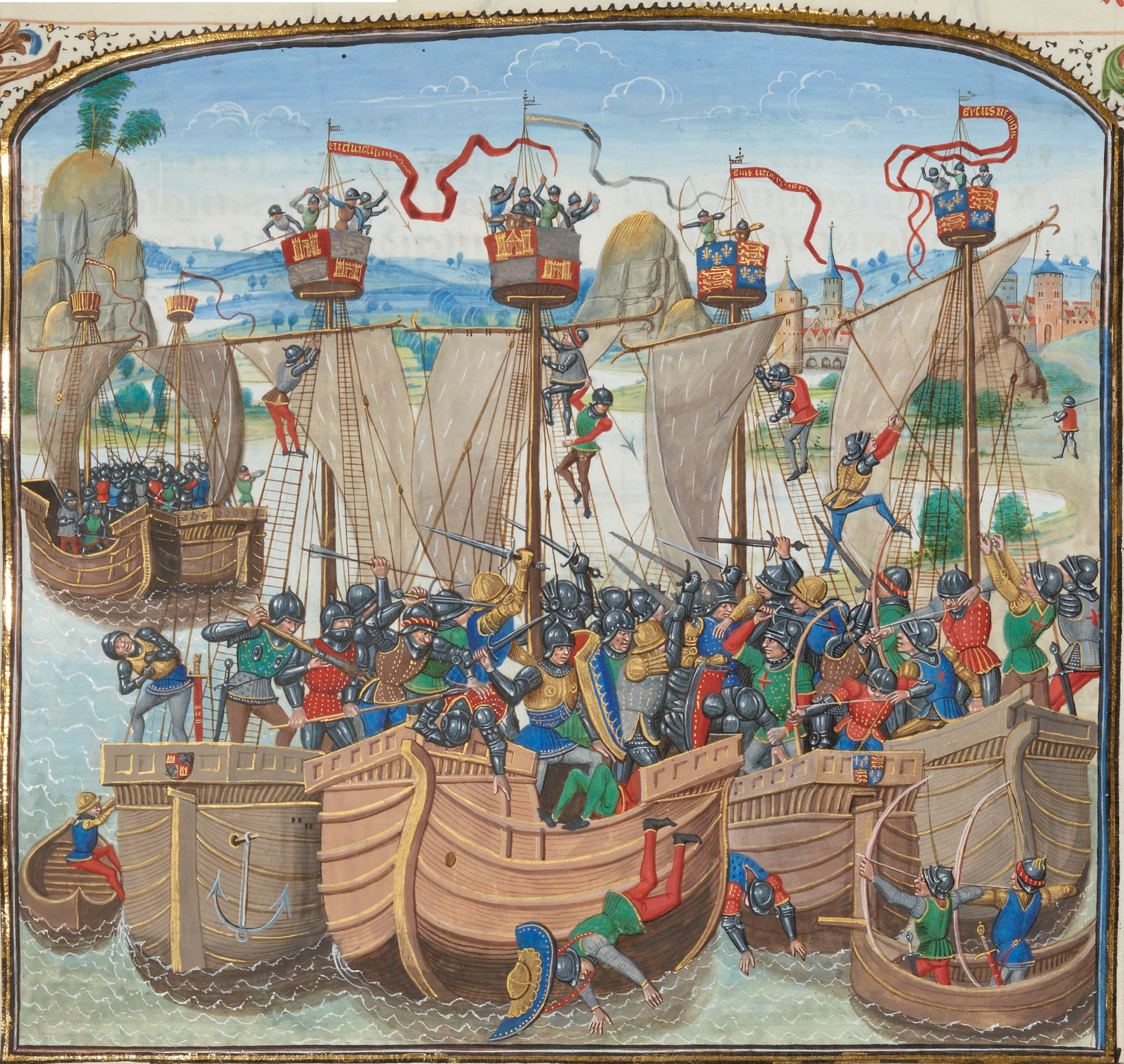
Batalla naval de La Rochelle (miniatura francesa del). En ella la flota de la marina castellana, formada por naves cántabras y vascas, obtiene una victoria contundente frente a la armada inglesa, pasando el control del canal de la Mancha a manos de la Corona de Castilla.

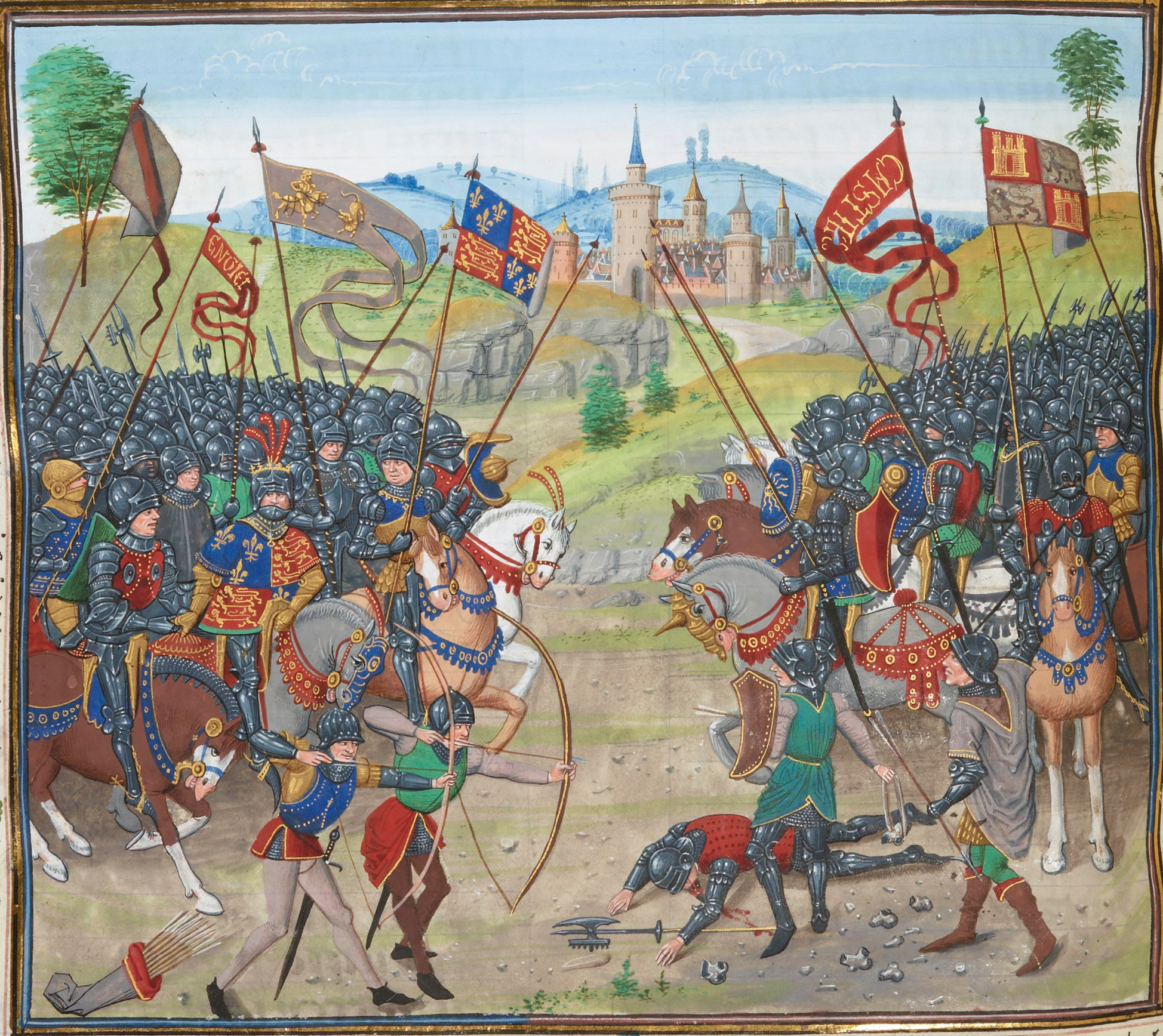
Batalla de Nájera o de Navarrete (1367)

### SiglosXIV-XV: reinado de los Trastámara

#### Ascenso de los Trastámara al trono
Cuando muere Fernando IV en 1312, accede al trono su hijo Alfonso XI, con otro período de regencia por minoría de edad. Para proteger sus intereses de los ataques de los nobles, las ciudades organizan en las Cortes de Burgos de 1315 una Hermandad General que sería suprimida más tarde por el monarca, además de promulgar el Ordenamiento de Alcalá de 1348 como símbolo del fortalecimiento de la autoridad real. A la muerte de Alfonso en 1350 se inicia un conflicto dinástico enmarcado en la guerra de los Cien Años entre sus hijos Pedro y Enrique. Alfonso XI había contraído matrimonio con María de Portugal, de la que tuvo a su heredero, el infante Pedro. Sin embargo, el rey también tuvo con Leonor de Guzmán varios hijos naturales, entre ellos el infante Enrique, conde de Trastámara, que disputaron el reino a Pedro una vez este accedió al trono.
En su lucha contra Enrique, Pedro se alió con Eduardo, príncipe de Gales, llamado el «Príncipe Negro». En 1367 el Príncipe Negro derrotó a los partidarios de Enrique en la batalla de Nájera. El Príncipe Negro, viendo que el rey no cumplía sus promesas, abandonó el reino, circunstancia que aprovechó Enrique, refugiado en Francia, para retomar la lucha. Finalmente Enrique venció en 1369 en la batalla de Montiel, y dio muerte a Pedro. En 1370, al morir su hermano Tello, señor de Vizcaya, Enrique incorporó definitivamente el Señorío de Vizcaya al patrimonio real. En 1379 accede al trono su hijo Juan de Trastámara que siguiendo la estela centralizadora de sus antecesores, creará el Consejo Real en 1385.
Como Juan de Gante, hermano del Príncipe Negro y duque de Lancáster, había contraído matrimonio en 1371 con Constanza, hija de Pedro, en 1388 reclama la Corona de Castilla para su mujer, heredera legítima según las Cortes de Sevilla de 1361. Llega a La Coruña con un ejército, toma primero esa ciudad y, más tarde, Santiago de Compostela, Pontevedra y Vigo y pide a Juan que entregue a Constanza el trono.
Pero este no acepta y propone el matrimonio de su hijo el infante Enrique con Catalina, hija de Juan de Gante y Constanza. La propuesta es aceptada, se casan en 1388 y simultáneamente se instituye el título de Príncipe de Asturias que ostentaron por primera vez Enrique y Catalina. Esto permitió culminar el conflicto dinástico, al afianzar la Casa de Trastámara y establecer la paz entre Inglaterra y Castilla.

#### Relaciones con la Corona de Aragón

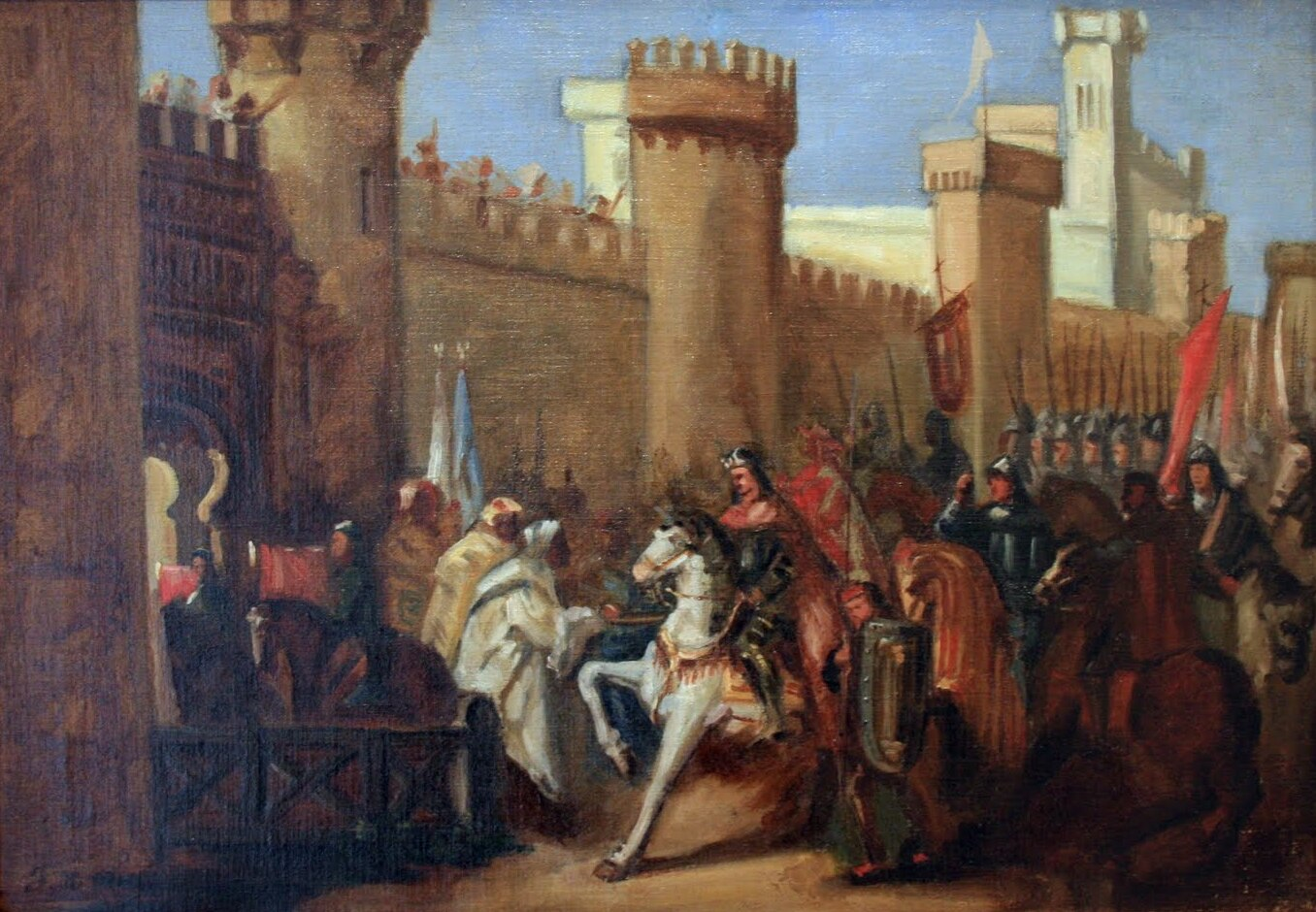
Pintura alusiva a la entrada de Jaime I en Murcia el 2 de febrero de 1266, obra de Federico Mauricio Ramos.

Durante el reinado de Enrique III se restaura el poder real, desplazando a la nobleza más poderosa. En sus últimos años delega parte del poder efectivo en su hermano Fernando de Antequera, quien sería regente, junto con su esposa Catalina de Lancaster, durante la minoría de edad de su hijo, el príncipe Juan. Tras el Compromiso de Caspe en 1412, el regente Fernando abandonó Castilla, pasando a ser rey de Aragón.
A la muerte de su madre, Juan II alcanzó la mayoría de edad, con 14 años, y contrajo matrimonio con su prima María de Aragón. El joven rey confió el gobierno a Álvaro de Luna, la persona más influyente en su corte y aliado con la pequeña nobleza, las ciudades, el bajo clero y los judíos. Esto trajo las antipatías de la alta nobleza castellana y de los Infantes de Aragón, lo que provocó entre 1429 y 1430 la guerra entre Castilla y Aragón. Álvaro de Luna ganó la guerra y expulsó a los infantes.

#### Segundo conflicto sucesorio

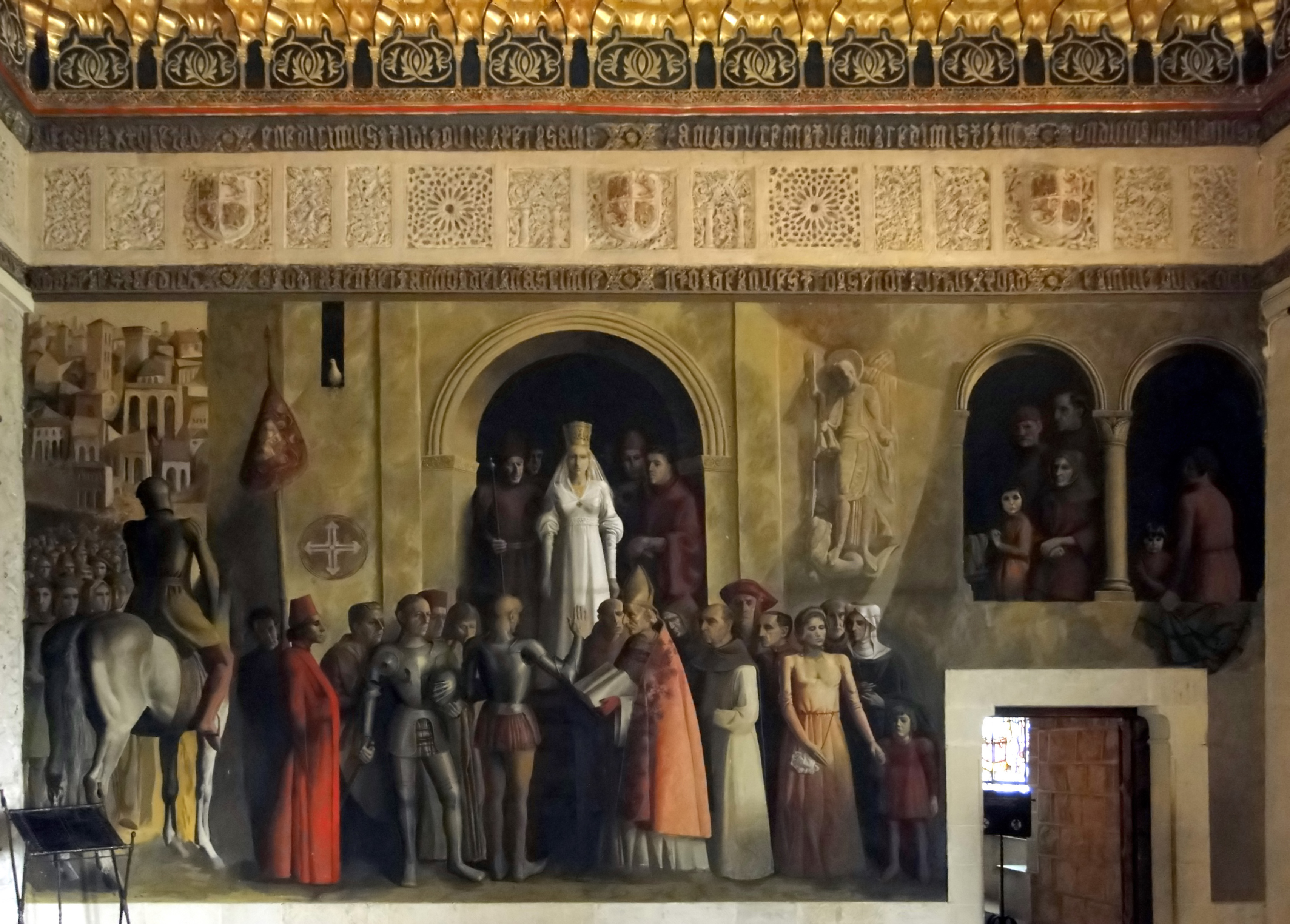
Mural de la Proclamación de la Reina Isabel en el Alcázar de Segovia.

Enrique IV intentó restablecer sin éxito la paz con la nobleza, rota por su padre. Cuando su segunda esposa, Juana de Portugal, dio a luz a la princesa Juana, esta fue atribuida a una supuesta relación adúltera de la reina con Beltrán de la Cueva, uno de los privados del monarca.
El rey, asediado por las revueltas y las exigencias de los nobles, tuvo que firmar un tratado por el que nombraba heredero a su hermano Alfonso, dejando a Juana fuera de la sucesión. Tras la muerte de este en un accidente, Enrique IV firma con su hermanastra Isabel el Tratado de los Toros de Guisando, en el cual la nombra heredera a cambio de que se casase con el príncipe electo por Enrique.

### Los Reyes Católicos: unión con la Corona de Aragón

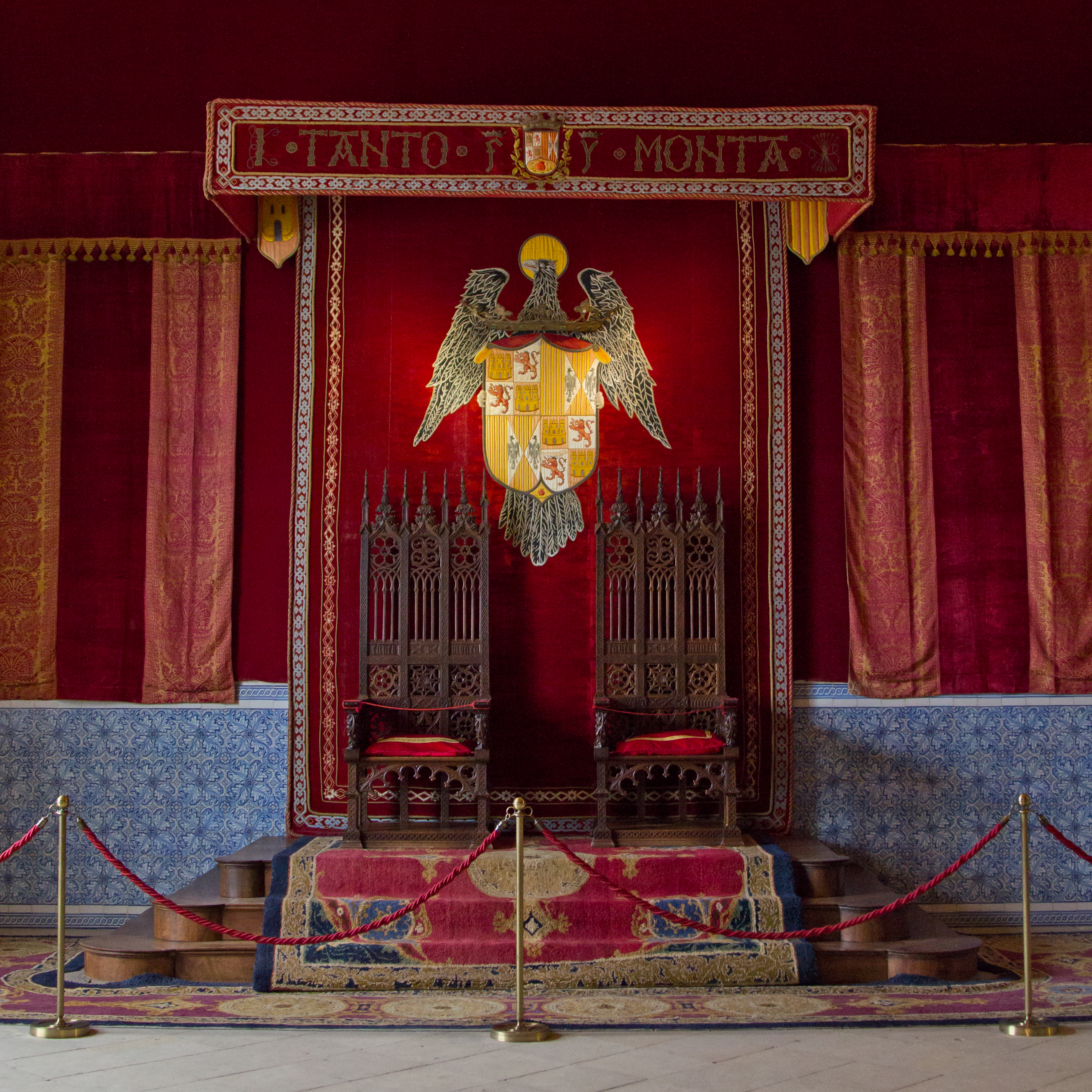
Vista de la sala del Trono del Alcázar de Segovia, con el lema de los Reyes Católicos Tanto monta en el frontal del dosel.

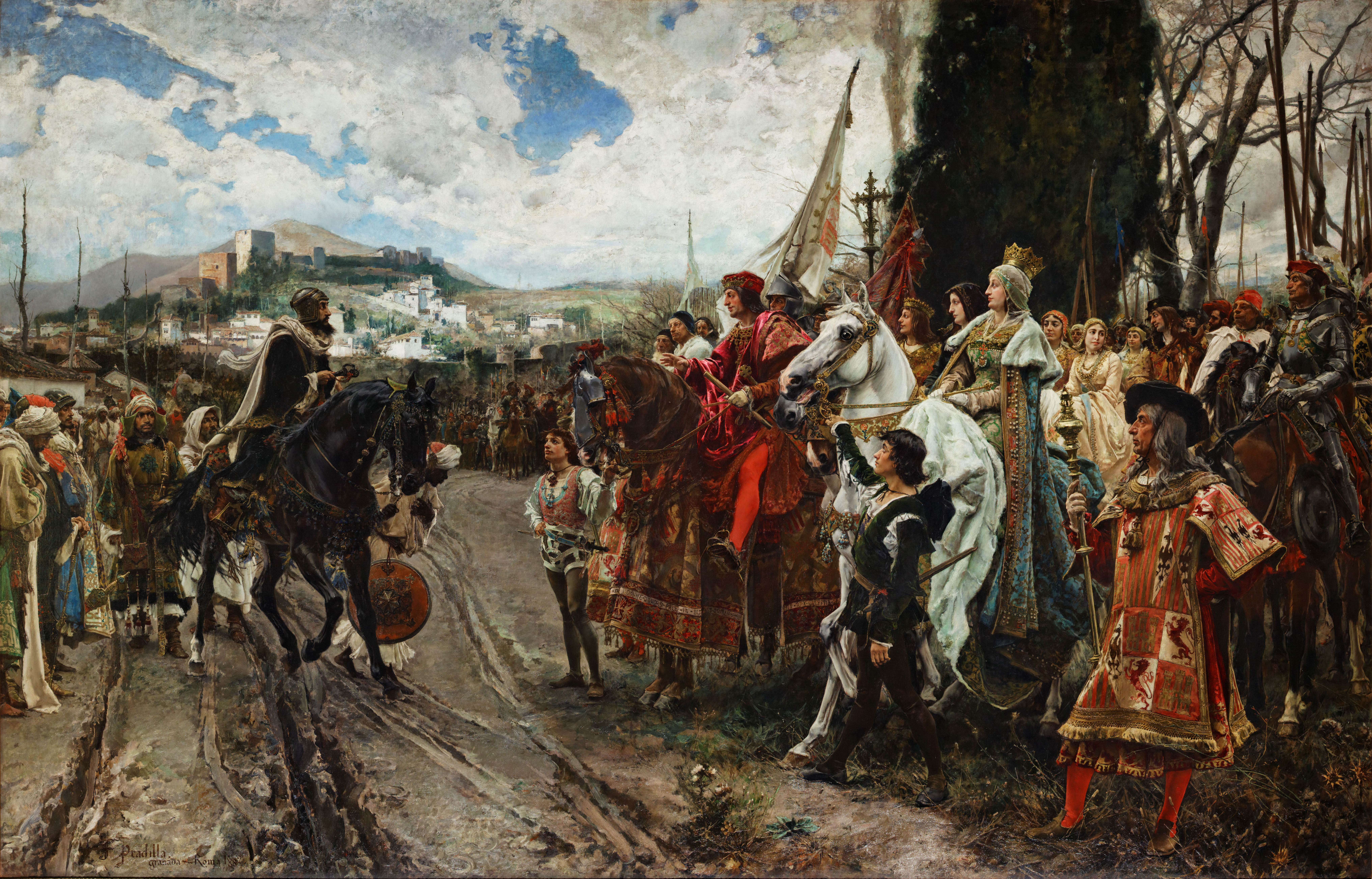
La rendición de Granada, obra de Francisco Pradilla.

El Planisferio de Cantino de 1502 es la más antigua representación gráfica conocida que muestra la línea de demarcación acordada en el Tratado de Tordesillas.

En octubre de 1469 se casan en secreto, en el palacio de los Vivero, de Valladolid, Isabel y Fernando, príncipe heredero de Aragón. Este enlace tuvo como consecuencia la unión dinástica de la Corona de Castilla y la Corona de Aragón en 1479 al acceder Fernando a la Corona aragonesa, aunque no se hace efectiva hasta el reinado de su nieto, Carlos I. Isabel y Fernando estaban relacionados familiarmente y se habían casado sin la aprobación papal por lo que fueron excomulgados. Posteriormente, el papa Alejandro VI les concederá el título de Reyes Católicos.
Debido al matrimonio de Isabel y Fernando, el rey y hermanastro de Isabel Enrique IV considera roto el Tratado de los Toros de Guisando por el cual Isabel accedería al trono de Castilla a su muerte siempre que contase con su aprobación para contraer matrimonio. Enrique IV, además, quería aliar la Corona castellana con Portugal o Francia en vez de con Aragón. Por estas razones declara heredera al trono a su hija Juana la Beltraneja frente a Isabel. Al morir Enrique IV en 1474 comienza una guerra civil, que durará hasta el año 1479, por la sucesión al trono entre los partidarios de Isabel y los de Juana, en la que vencen los partidarios de Isabel.
Así pues, tras la victoria de Isabel en la guerra civil castellana y la ascensión al trono de Fernando, las dos Coronas estarán unidas bajo los mismos monarcas, pero Castilla y Aragón estarán separadas administrativamente, cada Corona conservará su identidad y leyes, las cortes castellanas permanecerán separadas de las aragonesas, y la única institución común será la Inquisición. A pesar de sus títulos de Reyes de Castilla, de León, de Aragón y de Sicilia, Fernando e Isabel reinaban más cada cual en los asuntos de sus respectivas Coronas, aunque también tomaban decisiones comunes. La posición central de la Corona de Castilla, su mayor extensión (3 veces el territorio aragonés) y población (4,3 millones frente a los cerca de 1 millón de la Corona de Aragón) harán que tome el papel dominante en la unión.
La aristocracia castellana era poderosa gracias a la Reconquista (como pudo comprobar Enrique IV). Los monarcas necesitan imponerse a los nobles y el clero. En el año 1476 se funda el Consejo de la Hermandad, que será conocido como la Santa Hermandad. Además se toman medidas contra la nobleza, se destruyen castillos feudales, se prohíben las guerras privadas y se reduce el poder de los adelantados. La monarquía incorpora a las órdenes militares bajo el Consejo de las Órdenes en el 1495, se refuerza el poder real en la justicia a expensas de los feudales y la Audiencia pasa a ser cuerpo supremo en materia judicial. El poder real también busca controlar más a las ciudades: así en las Cortes de Toledo en 1480 se crean los corregidores para supervisar los concejos de las ciudades. En el aspecto religioso se reforman las órdenes religiosas y se busca la uniformidad. Se presiona para la conversión de los judíos y en algunos casos son perseguidos por la Inquisición. Finalmente en 1492, para aquellos no conversos, se decide su expulsión, estimándose que unas 50 000 a 70 000 personas debieron abandonar la Corona de Castilla. Desde 1502 también se busca la conversión de la población musulmana.
Entre 1478 y 1496 se conquistan las islas de Gran Canaria, La Palma y Tenerife. El 2 de enero de 1492 los reyes entran en la Alhambra de Granada, con lo que se da fin a la Reconquista. Aparecerá la importante figura de Gonzalo Fernández de Córdoba (apodado el Gran Capitán). En 1492 Cristóbal Colón descubre las Indias occidentales y en 1497 se toma Melilla. Tras la toma del reino nazarí de Granada para la Corona de Castilla, la política exterior girará hacia el Mediterráneo. Castilla ayudará con sus ejércitos a Aragón en sus problemas con Francia, lo que culminará con la recuperación de Nápoles en 1504 para la Corona de Aragón. Más tarde, en ese mismo año, fallece la reina Isabel.

### Siglos -: del Imperio a la crisis

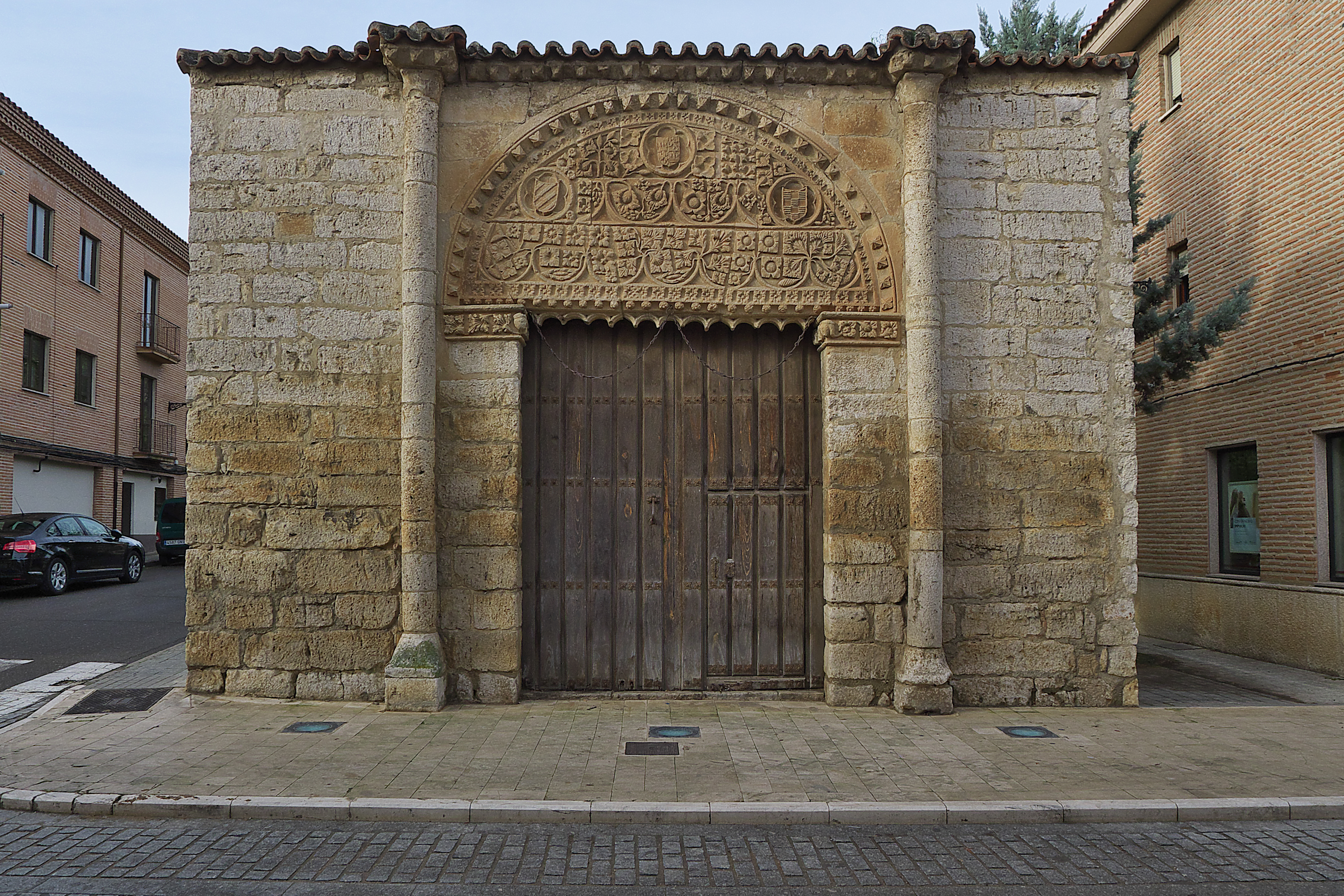
Palacio de las Leyes de Toro. Toro (Zamora).

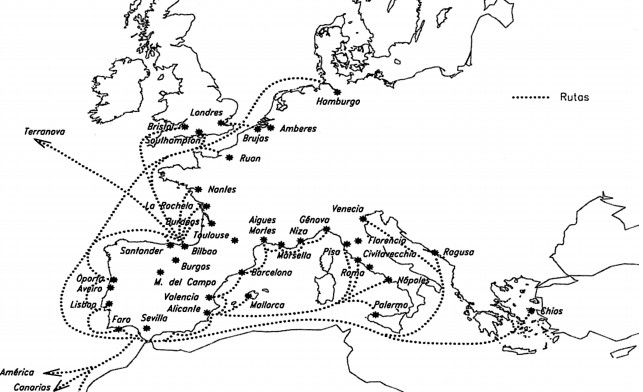
Comercio internacional castellano de la época. Consulado del Mar y Hermandad de las Marismas. Más adelante estas rutas comerciales se vieron opacadas por el comercio de la Casa de la Contratación de Indias. Las Ferias de Medina del Campo convirtieron la ciudad en un gran centro de comercio internacional.

### SiglosXVI-XVII: del Imperio a la crisis

#### Periodo de regencia

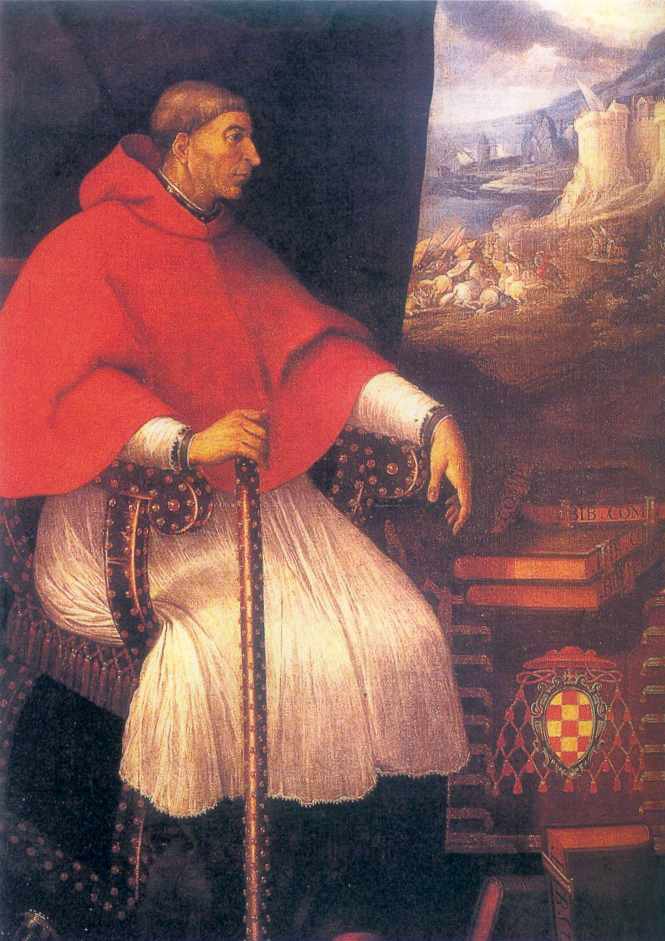
Francisco Jiménez de Cisneros.

La reina Isabel había excluido a su marido de la sucesión a la Corona de Castilla, la cual pasaba a manos de su hija Juana (casada con Felipe de Austria, apodado el Hermoso). Pero Isabel sabía la enfermedad que padecía su hija (por la cual era conocida como Juana la Loca) y nombra regente a Fernando en caso de que Juana no quisiere o pudiere entender en la gobernación de ellos. En la Concordia de Salamanca (1505), se acuerda el gobierno conjunto de Felipe, Fernando y la propia Juana. Sin embargo, las malas relaciones entre él (apoyado por la nobleza castellana) y su suegro, el rey Fernando el Católico, hacen que este último renuncie al poder en Castilla para evitar un enfrentamiento armado. Por la Concordia de Villafáfila (1506), Fernando se retira a Aragón y Felipe es proclamado rey de Castilla. En 1506 muere Felipe I y Fernando el Católico vuelve de nuevo a la regencia.
Fernando continúa la política de expansión de ambas Coronas, Castilla hacia el Atlántico y Aragón hacia el Mediterráneo. En 1508 se conquista el Peñón de Vélez de la Gomera para Castilla, entre 1509 y 1511 se conquistan Orán, Bugía y Trípoli y se somete a Argel. En 1515 se toma Mazalquivir. Al morir Gastón de Foix, sus derechos sucesorios al reino de Navarra pasaban a manos de la reina Germana de Foix, esposa de Fernando. Utilizando estos presuntos derechos sucesorios, el Tratado de Blois firmado por los reyes de Navarra con Francia en 1512, y con ayuda de los navarros beaumonteses, Fernando ocupa el reino de Navarra con sus tropas, unos 20 000 soldados bien equipados bajo las órdenes del Duque de Alba y además, Fernando también tiene el apoyo de su hijo, el arzobispo de Zaragoza con más de 3000 hombres que sitiarán Tudela, donde hubo una fuerte resistencia. Las Cortes de Aragón y la propia ciudad de Zaragoza no le dieron autorización hasta principios de septiembre, tras proclamarse la bula papal Pastor Ille Caelestis, y cuando ya quedaban pocas resistencias en el Reino. No informó en cambio a las Cortes de Castilla, por lo que éstas no le dieron permiso. 
En 1513, Fernando es reconocido como rey de Navarra por las Cortes navarras (a las que solo asistieron beaumonteses). Entre 1512 y 1515 Navarra forma parte de la Corona de Aragón. Finalmente, en 1515 en las Cortes de Castilla reunidas en Burgos se acepta la anexión del territorio a la Corona de Castilla. A esta reunión no acudió ningún navarro.
A la muerte de Fernando en 1516, le sucede como regente el cardenal Gonzalo Jiménez de Cisneros para pasar las coronas de Navarra y Aragón a su nieto, hijo de Juana y Felipe: el futuro Carlos I

#### Carlos I

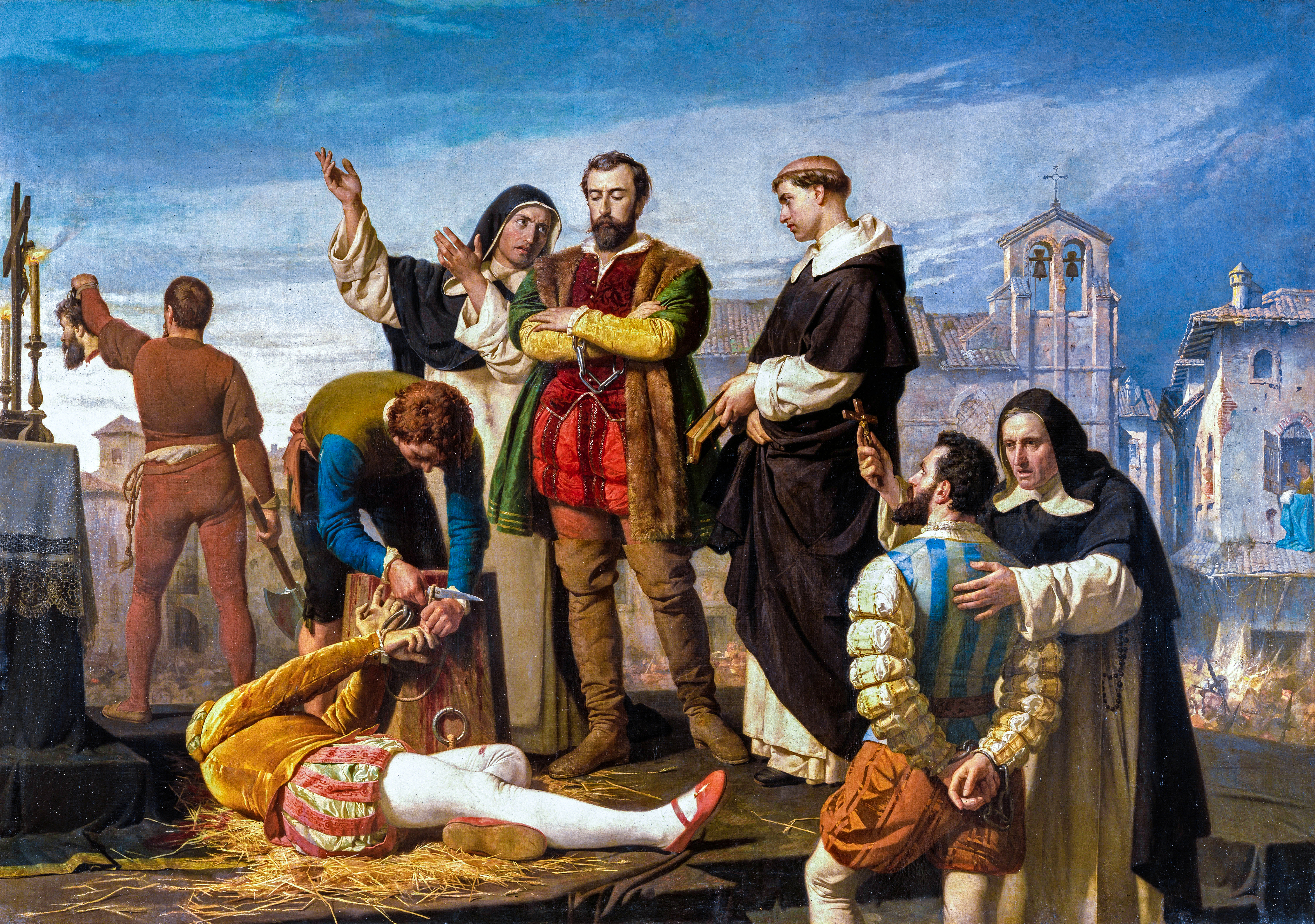
Los comuneros Padilla, Bravo y Maldonado en el patíbulo, de Antonio Gisbert Pérez. 1860. (Congreso de los Diputados de España, Madrid).

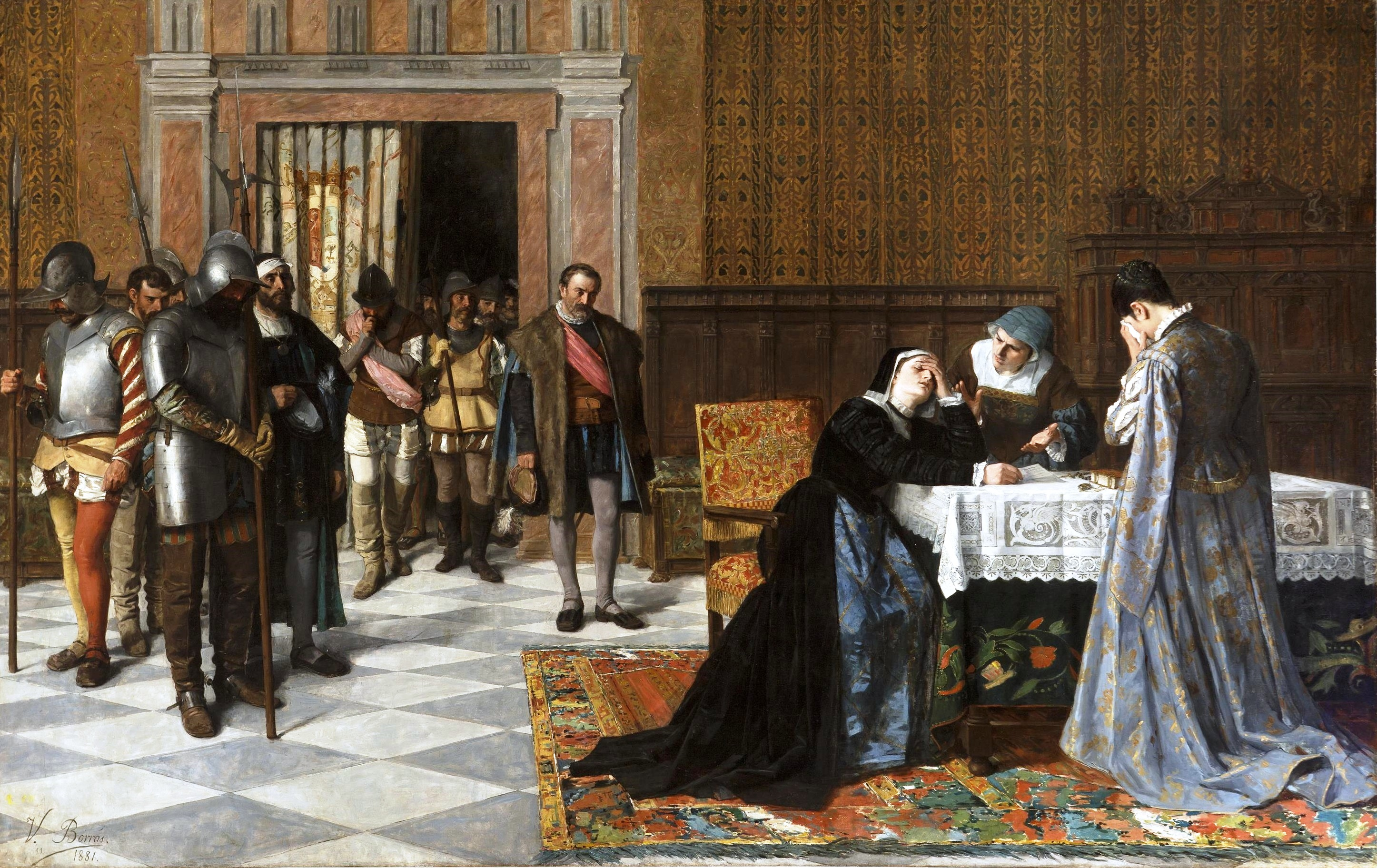
María Pacheco recibiendo la noticia de la muerte de su marido en la Guerra de las Comunidades de Castilla. Óleo del.

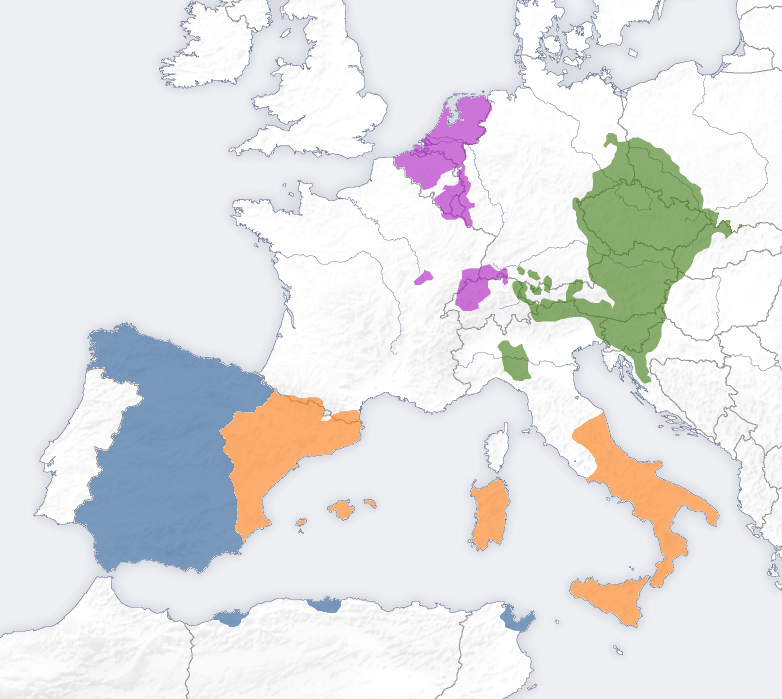
Corona de Castilla (en azul) durante el reinado de Carlos I.

Primer viaje de circunnavegación mundial (Sanlúcar de Barrameda, 20 de septiembre de 1519 - 6 de septiembre de 1522).

Carlos I recibe la Corona de Castilla, la de Aragón y el Imperio debido a una combinación de matrimonios dinásticos y muertes prematuras.
- De su padre Felipe (fallecido en 1506) hereda los Países Bajos
- Al morir el rey Fernando el Católico (su abuelo) recibe la Corona de Aragón en 1517 y también la de Castilla (junto con América) al estar su madre  la reina Juana incapacitada para gobernar.
- Y como nieto de Maximiliano, recibe en 1519 el Sacro Imperio Romano Germánico bajo el nombre de Carlos V.

Carlos I no fue bien recibido en Castilla. A ello contribuía el que era un rey extranjero (nacido en Gante), y que ya antes de su llegada a Castilla, concede cargos importantes a flamencos y que dinero castellano se usa para financiar su corte. La nobleza castellana y las ciudades estaban cerca de un levantamiento para defender sus derechos. Muchos castellanos preferían a su hermano menor Fernando (criado en Castilla) y de hecho el Consejo de Castilla se opone a la idea de Carlos como rey de Castilla.
En las Cortes castellanas en Valladolid en 1518, se nombra presidente a un valón (Jean Sauvage). Esto provoca airadas protestas en las Cortes, que rechazan la presencia de extranjeros en sus deliberaciones. A pesar de las amenazas, las Cortes (lideradas por Juan de Zumel, representante por Burgos) resisten y consiguen que el rey jure respetar las leyes de Castilla, quitar de puestos importantes a los extranjeros y aprender a hablar castellano. Carlos, tras su juramento, consigue una subvención de 600 000 ducados.
Carlos I es consciente de que tiene muchas opciones para ser emperador y necesita imponerse en la Corona de Castilla y acceder a su riqueza para su sueño imperial. Castilla era uno de los territorios más dinámicos, ricos y avanzados de la Europa del siglo XVI, y comienza a darse cuenta de que puede quedar inmersa en un imperio. Esto junto a la falta a su promesa por parte de Carlos, hace que la hostilidad hacia el nuevo rey aumente. En 1520 se convocan Cortes en Toledo para otra subvención (el servicio), que las Cortes rechazan. Se vuelven a convocar en Santiago con el mismo resultado. Finalmente se convocan en La Coruña, se soborna a un importante número de representantes, a otros no se les permite la entrada, y consigue que le aprueben el servicio. Los representantes que votaron a favor son atacados por el pueblo castellano y sus casas quemadas. Las Cortes no será la única oposición con la que se encontrará Carlos: al salir de Castilla en 1520, dejando como regente a su antiguo preceptor, el cardenal Adriano de Utrech, estalla la Guerra de las Comunidades de Castilla. Los comuneros fueron derrotados en Villalar un año más tarde (1521). Tras la derrota, las Cortes fueron reducidas a un mero órgano consultivo.[cita requerida]
La guerra en Navarra se reprodujo varias veces en los años siguientes a la muerte de Fernando el Católico, debido a los intentos de reconquista de los reyes navarros, ayudados por el reino de Francia. Uno de ellos nada más acceder al trono Carlos I, en 1516, que fue pronto atajado. El más importante se produjo en 1521, donde además de la entrada de tropas por el norte se produjo un apoyo de la población navarra (incluida la beaumontesa), con una sublevación generalizada que llevó a expulsar al ejército de Carlos I de todo el territorio navarro. Seguidamente Carlos I envió un ejército de 30 000 hombres bien pertrechados, que en poco tiempo y tras la cruenta Batalla de Noáin le devolvió el control de la mayoría del territorio navarro. Aun quedaron dos focos de resistencia posteriores, en el Castillo de Maya en 1522 y en el de Fuenterrabía en 1524, además de en la Baja Navarra, donde las incursiones del ejército de Carlos I eran inestables. Finalmente, en 1528, Carlos I se retiraría del territorio de Baja Navarra al no poder defenderlo eficazmente, y abandonando sus pretensiones sobre él, y sin que existiera ningún tratado formal entre los reyes de Navarra y Carlos I.

#### Política imperial de Felipe II

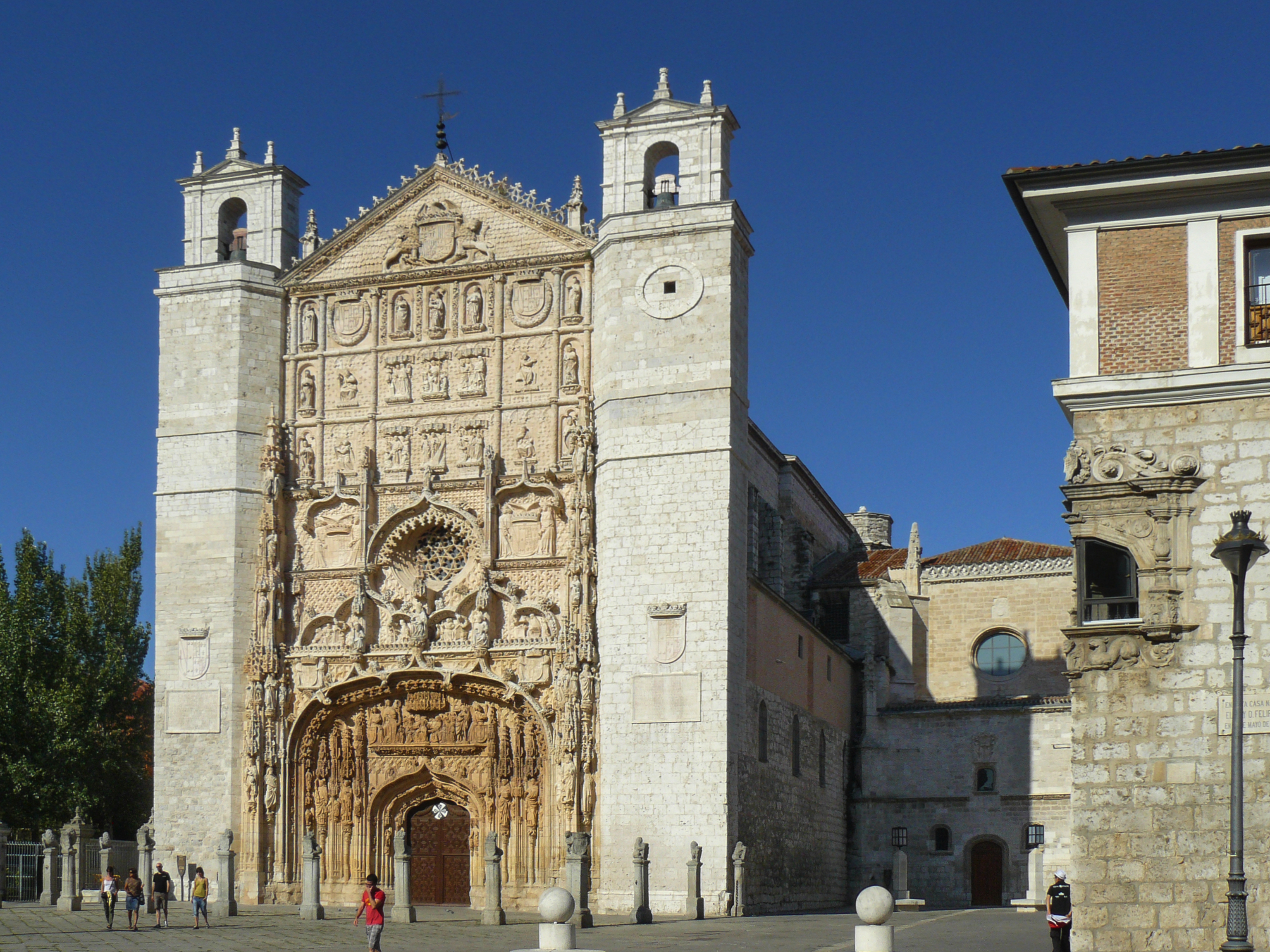
Palacio de Pimentel (derecha), lugar de nacimiento de Felipe II.

Felipe II siguió la misma política que Carlos I. Pero a diferencia de su padre, hizo de Castilla el centro de su imperio, centralizando su administración en Madrid. El resto de estados mantuvieron su autonomía gobernados por virreyes.
Desde Carlos I la carga fiscal del imperio recaía principalmente en Castilla, y con Felipe II se cuadruplicó. Durante su reinado, además de subir los impuestos existentes, implantó otros nuevos, entre ellos el excusado en 1567. Ese mismo año Felipe II ordena la proclamación la Pragmática. Este edicto limitaba las libertades religiosas, lingüísticas y culturales de la población morisca, y provoca la rebelión de las Alpujarras (1568-1571) que Juan de Austria reduce militarmente.
Castilla entra en recesión en 1575, lo que provoca la suspensión de pagos (la tercera de su reinado). En 1590 se aprueba en las Cortes el Servicio de Millones, un nuevo impuesto que gravaba los alimentos. Esto terminó por arruinar a las ciudades castellanas y eliminó sus débiles intentos de industrialización. En 1596 se produjo una nueva suspensión de pagos.

#### Reinado de los Austrias menores
En los reinados anteriores los cargos en las instituciones de los reinos se proveían con gentes con estudios, los administrativos de Felipe II solían provenir de las universidades de Alcalá y Salamanca. A partir de Felipe III los nobles imponen de nuevo su estatus para gobernar, al ser necesario demostrar una limpieza de sangre. La persecución religiosa llevó a Felipe III en 1609 a decretar la Expulsión de los moriscos.
Ante el colapso de la hacienda castellana para mantener la hegemonía del Imperio español durante el reinado de Felipe IV, el Conde-duque de Olivares, valido del rey de 1621 a 1643, intenta llevar a cabo una serie de reformas. Entre estas está la Unión de Armas, un intento de que cada territorio dentro de la Monarquía Hispánica contribuyera de forma proporcional a su población en el sostenimiento del ejército, para así aliviar la carga fiscal que padecía Castilla, pero este propósito no solo no prosperó, sino que debilitó a la monarquía de Felipe IV. El Conde-duque perdió el favor real y le sucedió su sobrino Luis de Haro como valido de Felipe IV entre 1659 y 1665. Su objetivo fue acabar con los conflictos interiores levantados por su predecesor (sublevaciones de Portugal, Cataluña y Andalucía) y alcanzar la paz en Europa.
A la muerte de Felipe IV en 1665 y ante la incapacidad de Carlos II para gobernar, se sucede el letargo económico y las luchas de poder entre los distintos validos. En 1668 la monarquía hispánica acepta la independencia de Portugal en el Tratado de Lisboa (1668); simultáneamente se hace efectiva la incorporación de Ceuta a Castilla que había escogido no sumarse a la sublevación y mantenerse fiel a Felipe IV. La muerte de Carlos II en 1700 sin descendientes provoca la Guerra de Sucesión Española.

## Entidades territoriales menores

Territorios representados por las ciudades con voto en Cortes en el.

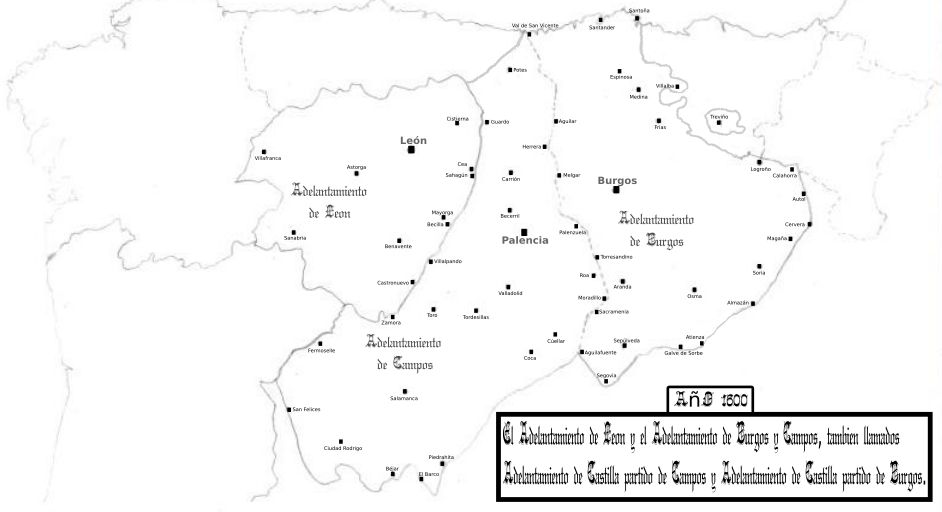
Adelantamientos de León, de Castilla partido de Burgos y de Castilla partido de Campos.

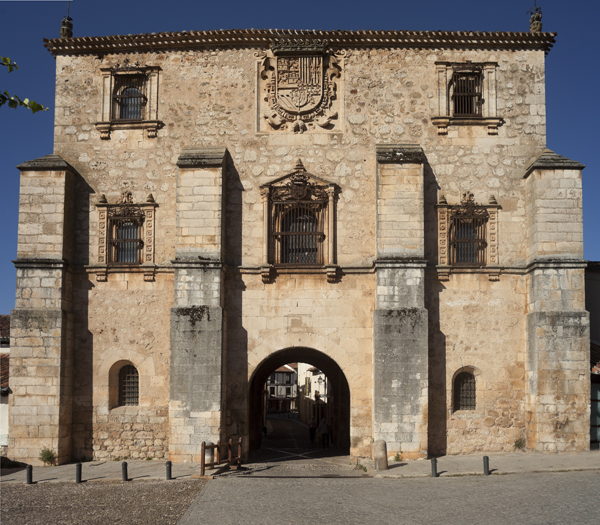
Archivo del Adelantamiento de Castilla en Covarrubias.

### En la península ibérica
- Reino de Galicia
- Principado de Asturias
- Reino de León
- Provincia de Extremadura
- Reino de Castilla
- Señorío de Vizcaya
- Reino de Toledo
- Reino de Murcia
- Reino de Córdoba
- Reino de Jaén
- Reino de Sevilla
- Reino de Granada
- Reino de Navarra

### En África
- Ceuta
- Melilla

### En ultramar
- Provincia de Canarias
- Virreinato de las Indias (1492-1535)
- Virreinato de Nueva España (a partir de 1535)
- Virreinato del Perú (a partir de 1542)